# Renee Majcomb
Renee Majcomb é uma personagem das histórias em quadrinhos do Universo Marvel, publicadas pela Marvel Comics.
Renee é uma humana comum, antiga aliada de Charles Xavier e membro da Resistência Mutante, grupo secreto fundado e presidido por Xavier que, congregando  mutantes e humanos normais simpáticos à causa mutante, atua clandestinamente em prol da convicência pacífica entre humanos e o Homo Superior.
É ela quem resgata e toma para si a guarda da pequena  Nina, quando esta escapa da base onde era prisioneira de Bastion. Desde então, não é mais vista, estando, provavelmente, ocupada mantendo treinando e ocultando a menina, que têm poderes compatíveis com  mutantes ômega.